# Cot Ijuh
Cot Ijuh är ett berg i Indonesien.   Det ligger i provinsen Aceh, i den västra delen av landet, 1 700 km nordväst om huvudstaden Jakarta. Toppen på Cot Ijuh är 1 220 meter över havet.
Terrängen runt Cot Ijuh är kuperad åt nordväst, men åt sydost är den bergig. Trakten runt Cot Ijuh är nära nog obefolkad, med mindre än två invånare per kvadratkilometer. Närmaste större samhälle är Reuleuet, 18,8 km nordost om Cot Ijuh. I omgivningarna runt Cot Ijuh växer i huvudsak städsegrön lövskog.